# سامي (اسم)
سامي (بالإنجليزية: Sam)‏ هو اسم علم شخصي مذكر له أصل عربي معناه السامي أو المرتفع، وأصل أسكندنافي جرماني مشتق من اسم سامويل نسبةً لصموئيل أحد أنبياء الكتاب العبري، ويعتبر هذا الاسم من أكثر الأسماء المنتشرة في العالم العربي وكذلك في تركيا وفنلندا.

## الشخصيات
- سامي خضيرة لاعب كرة قدم ألماني من أصل تونسي
- سامي العلاقي لاعب كرة قدم ألماني من أصل تونسي
- سامي العدل ممثل ومنتج مصري
- سامي هيبيا لاعب كرة قدم فنلندي
- سامي الزين مصارع محترف كندي من أصل سوري
- سامي الحناوي سياسي وقائد عسكري سوري
- سامي الجابر لاعب كرة قدم سعودي
- سامي الصلح سياسي لبناني
- سامي يوسف مغني بريطاني أذربيجاني
- سامي كلارك مغني وموسيقي لبناني
- سامي عنان قائد عسكري مصري
- سامي أدجي لاعب كرة قدم غاني
- سامي أفندي خطاط تركي
- سامي أبو زهري سياسي فلسطيني
- سامي أمزيان ممثل جزائري
- سامي الحاج مصور سوداني
- سامي الجزائري مغني جزائري
- سامي الطرابلسي لاعب كرة قدم تونسي
- سامي الحشاش لاعب كرة قدم كويتي
- سامي الفهري مذيع تونسي
- سامي الجميل سياسي لبناني
- سامي الحسيني لاعب كرة قدم بحريني
- سامي الذيب محامي وكاتب فلسطيني إسرائيلي
- سامي العسكري سياسي عراقي
- سامي المغربي مغني وموسيقي مغربي
- سامي بوسو لاعب كرة قدم بلجيكي
- سامي بن غربية ناشط وكاتب تونسي هولندي
- سامي بو لاعب كرة قدم أمريكية أمريكي
- سامي تراوري لاعب كرة قدم مالي فرنسي
- سامي تاج الدين لاعب كرة قدم مغربي
- سامي ترجمان قائد عسكري إسرائيلي مغربي
- سامي جعيم لاعب كرة قدم يمني
- سامي حازم ممثل سعودي
- سامي حداد سياسي ورجل أعمال لبناني
- سامي سرحان ممثل مصري
- سامي شرف قائد عسكري مصري
- سامي عبد العزيز سالم الليثي الكناني ناشط مصري
- سامي قفطان ممثل عراقي
- سامي مغاوري ممثل مصري
- سامي موريه كاتب إسرائيلي عراقي
- سامي هداوي مؤرخ فلسطيني
- سامي هانراتي ممثلة أمريكية
- سامي ضاهر، ممثل وممثل صوت لبناني
- سامي جاسم محمد الجبوري، قائد عراقي بارز في تنظيم الدولة الإسلامية